# A True Believer
A True Believer è un cortometraggio muto del 1913 diretto da Burton L. King. Prodotto da Thomas H. Ince, aveva tra gli interpreti J. Barney Sherry, Mildred Harris e William Desmond Taylor.

## Produzione
Il film fu prodotto da Thomas H. Ince per la Kay-Bee Pictures.

## Distribuzione
Distribuito dalla Mutual, il film - un cortometraggio in due bobine - uscì nelle sale cinematografiche statunitensi il 6 giugno 1913.